# Капнист, Пётр Алексеевич
Граф Пётр Алексе́евич Капни́ст (26 августа [7 сентября] 1839, Обуховка, Полтавская губерния — 19 ноября [2 декабря] 1904, Вена) — русский дипломат, действительный тайный советник (с 1899) в звании камергера (1871), сенатор.

## Биография
Родился 26 августа (7 сентября) 1839 года в имении Обуховка, принадлежавшем роду Капнистов, находившемся в Полтавской губернии — в семье миргородского уездного предводителя дворянства Алексея Васильевича Капниста и Ульяны Дмитриевны Белуха-Кохановской. В большой семье росли ещё трое сыновей (Дмитрий, Василий, Павел) и две дочери (Александра и Мария).
В 1860 году окончил юридический факультет Московского университета и в феврале 1861 года начал службу в канцелярии министра иностранных дел A. M. Горчакова. С 1862 года состоял при российской дипломатической миссии в Риме, с 1863 года — секретарь миссии при Ватикане. После разрыва дипломатических отношений с Ватиканом в 1865 году российская миссия была отозвана, Капнист же до 1875 года оставался в Риме в качестве дипломатического агента и представителя российского императора при папе; в 1873 году Капнист по просьбе императрицы Марии Александровны сделал приношение Святому престолу.
С 1875 года — советник посольства в Париж. С 15 января 1876 года был признан в графском достоинстве; с 8 апреля 1884 года состоял в чине тайного советника
В 1884—1892 чрезвычайный посланник и полномочный министр в Гааге.
В 1892 году, с 7 июня был назначен присутствующим в 1-м департаменте Сената. С апреля 1895 года — чрезвычайный и полномочный посол в Вене. Участвовал в выработке русско-австрийского соглашения по балканским вопросам.
Скончался 2 декабря 1904 года в Вене от болезни сосудов; похоронен там же на центральном городском кладбище.
Современники невысоко оценивали его: так, по словам В. Н. Ламсдорфа, «Капнист отличился на дипломатическом поприще, в особенности на посту посланника в Гааге, только тем, что никогда не находился на посту, но очень аккуратно получал жалованье». По отзыву Ю. Карцова, «явных следов своей деятельности в Париже, кроме бульварной славы и громкой связи с Сарой Бернар, Капнист не оставил. Мне он показался типичным представителем непривлекательных свойств дипломатии: сноб, циник и эгоист».

## Награды
Был удостоен ряда высших российских орденов:
- орден Св. Станислава 1-й ст. (1877)
- орден Св. Анны 1-й ст. (1880)
- орден Св. Владимира 2-й ст. (1888)
- орден Св. Александра Невского (06.04.1903)

Имел также иностранные ордена:
- орден Вюртембергской короны 3-й ст. (1870)
- орден Пия IX, командорский крест (1872)
- французский орден Почётного легиона, командорский крест (1884)
- нидерландский орден Золотого льва Нассау 1-й ст. (1886)
- венгерский орден Святого Стефана, большой крест (1903)

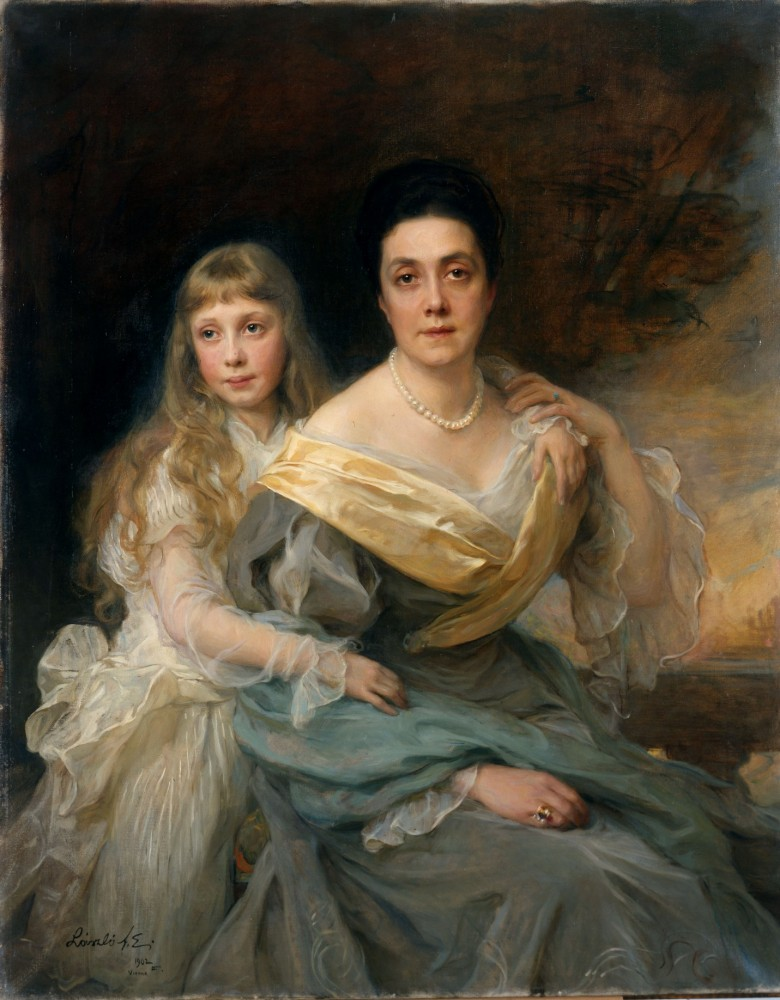
Графиня Капнист с дочерью на портрете Де Ласло (1902)

## Семья
Был женат на графине Надежде Алексеевне Стенбок-Фермор (1864—1947), фрейлине двора (1882), дочери Алексея Александровича Стенбок-Фермора (1835—1916) от брака его с княжной Маргаритой Сергеевной Долгоруковой (1839—1912). За заслуги мужа 26 мая 1896 года была пожалована в кавалерственные дамы Ордена Св. Екатерине (меньшого креста). По словам А. А. Половцова, графиня была весьма легкая женщина, дом свой она держала на широкую ногу, хотя он и не отличался вкусом украшения и убранства. Дочери:
- Мария (04.06.1888—04.06.1888; родилась шестимесячной и прожила три часа, похоронена на протестантском кладбище в Гааге)[6]
- Маргарита (1891—1973); была замужем за князем Георгием Павловичем Кантакузеным, сын Петр Георгиевич Кантакузен (1922—1975), внук епископ Амвросий (1947—2009).